# ジム・オニール

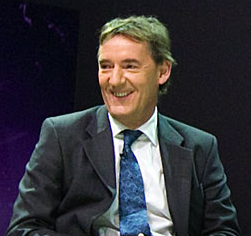
ジム・オニール

ジム・オニール（英: Jim O'Neill、1957年3月17日 - ）は、ゴールドマン・サックスの経済学者。元ゴールドマン・サックス・アセット・マネジメント会長。「BRICs」という用語・概念を生み出し、広めた人物として知られる。

## 人物
イギリス・マンチェスター出身。同地のサッカークラブ「マンチェスター・ユナイテッド」の熱烈なファンでもある。2005年にアメリカ人のマルコム・グレーザーによって買収され、巨額な負債を抱える同クラブの買い戻し運動を中心となって推し進めた。
2011年9月にスイス中央銀行がスイスフラン高を防ぐために1ユーロ=1.2スイスフランの上限を設定し、それを超える場合には外貨の無制限購入を宣言したことに対して、スイス中央銀行の正当性を主張している。スイスフラン売りの為替介入が全ての問題解決につながるわけではないが、大衆の混乱を沈静化させ市場にバランスを取り戻させる役割を果たすかもしれないとしている。